# Universo (romanzo)
Universo (Orphans of the Sky), tradotto anche come Orfani del cielo, è un romanzo di fantascienza del 1941 scritto da Robert A. Heinlein e divenuto un grande classico del genere.
La storia è basata sull'epopea della nave spaziale Vanguard e dei suoi passeggeri, discendenti dell'equipaggio che partì dalla Terra un numero imprecisato di generazioni prima.
Contiene una delle prime descrizioni di fantasia di una nave generazionale.
Fa parte del ciclo della Storia futura.

## Storia editoriale
Originariamente, i due capitoli che compongono il romanzo, ovvero Universo (Universe) (che nella versione italiana è anche diventato uno dei titoli dell'opera intera) e il suo seguito Buon senso (Common Sense), furono pubblicati separatamente nella prestigiosa rivista Astounding Science Fiction, rispettivamente nel maggio e nell'ottobre del 1941.
Universe fu pubblicato nel 1951 in edizione tascabile Dell Paperbacks, tradotto in italiano con il titolo Alla deriva nell'infinito e pubblicato dalla Mondadori nel 1954, in sei puntate, in appendice ai volumi dal n. 41 al n. 46 della collana Urania.
I due racconti, dopo una superficiale revisione, furono raccolti in volume nel 1963 con il titolo Orphans of the Sky, tradotto in italiano nel 1965 con il titolo Universo e pubblicato dalla Mondadori nel volume n. 378 della collana Urania.
La traduzione italiana di Antonangelo Pinna, pure intitolata Universo, è stata pubblicata dalla Mondadori nel 1977 nel primo volume della collana Classici Urania e poi di nuovo nel 2004 nel volume n. 13 della collana Urania Collezione.
La traduzione italiana di Lapo Gichieri è stata pubblicata dalla Sellerio editore nel 1995 con il titolo Orfani del cielo.

## Trama
Concepita come nave generazionale, la Vanguard era stata costruita per la prima missione interstellare dell'umanità dalla Terra, verso il Sistema Solare di Proxima Centauri, per fondare una colonia umana sui pianeti del sistema della stella più vicina al Sole.
La missione, finanziata dalla fondazione Jordan è datata 2119, come apprendiamo da un brevissimo prologo; tuttavia la data in cui si svolge il racconto resta indefinita, anche se è plausibile ipotizzare che siano passati molti decenni e forse qualche secolo.
Come si apprende nel corso della storia, un ammutinamento avvenuto a 53 anni dalla partenza causa tuttavia la morte di gran parte dell'equipaggio e la distruzione di parte dei documenti della Vanguard. In seguito, quando muore l'ultimo passeggero nato sulla Terra, la missione, il funzionamento della nave e l'origine stessa della razza umana, il ricordo della Terra d'origine e perfino la nozione stessa di pianeta, cadono nell'oblio e gli esseri umani a bordo dimenticano chi sono, da dove vengono e qual è lo scopo del loro viaggio.
A poco a poco l'immensa nave cilindrica, che ruota sul suo asse per dotare i ponti di gravità, comincia ad essere considerata l'intero universo e l'idea che possa esserci qualcosa più grande per contenerla appare assolutamente folle. Il nome di Jordan, tramandato di generazione in generazione dai documenti superstiti all'ammutinamento, diviene gradualmente assimilato alla figura di un Dio creatore della Nave-Universo e dell'umanità, nonché fulcro di un credo religioso che accomuna l'equipaggio. Le stesse nozioni scientifiche vengono assimilate alla religione, mentre Huff (Il maledetto, colui che fu il primo a Peccare), l'ex fabbro di bordo e capo dell'ammutinamento, evoca un uomo malvagio corrotto dagli spiriti del male rivoltatosi a Jordan come una sorta di via di mezzo tra Giuda e Lucifero. Il viaggio verso Centauri diviene metafora di aspirazione ultraterrena; Centauri stessa si sostituisce al concetto di Paradiso, con la frase "fare il viaggio" si intende la morte, e la conseguente migrazione dell'anima nel Paradiso/Centauri.
Durante l'ammutinamento, accadde che il convertitore di energia che forniva l'energia propulsiva alla nave si spense, privando per un certo periodo di tempo la Vanguard dello schermo contro le radiazioni esterne, sicché diversi bambini cominciano a nascere deformi e, prima dell'entrata in vigore della legge spartana che ne impone la soppressione alla nascita, origina la stirpe dei mutanti. Gli abitanti della nave si dividono in equipaggio e mutanti. Il primo è costituito da contadini, operai, gente semplice, ufficiali, tecnici ed amministratori facenti parte del clero; i secondi invece, sono i discendenti degli ammutinati superstiti ed in parte geneticamente malformati, che ora vivono, da fuorilegge, nelle zone alte della nave più vicine all'asse centrale, ove la gravità esercita una minor forza.
La legge vige dunque solo nei ponti più bassi ed il fatto è sostanzialmente accettato da tutti gli abitanti, anche se non costituisce un obbligo od un atto di fede. Al vertice della società sta il Capitano, (poiché la nave viaggia senza controllo, il Capitano è diventato un amministratore/sindaco/giudice), poi la casta degli scienziati/sacerdoti ed infine il popolo. Solo gli scienziati/sacerdoti sanno leggere e scrivere, mentre il popolo conduce una tranquilla ed ottusa vita quotidiana. L'amministrazione di tutti i giorni di una certa rilevanza (compravendite, etc) vengono registrate verbalmente dai "Testimoni", cioè persone che hanno l'incarico di presenziare alle varie transazioni economiche e di ricordarsene sotto forma di facili filastrocche e diventando dei "registri viventi" delle transazioni e prestando testimonianza in caso di controversie.
Ai "Testimoni" è anche affidata la memoria della storia della nave: essi ricordano sotto forma di poemi e ballate la storia della nave, ancorché fortemente storpiata in chiave epica e deista similmente alla Genesi cristiana, dove un dio (Jordan) ha creato l'universo (nave) popolandola con la razza umana, la quale ha peccato generando così i Mutati. Coloro che sentono la vocazione di diventare Testimoni, cominciano il loro apprendistato fin da piccoli, perché devono imparare a memoria la storia della nave e tutti i fatti salienti tramandati oralmente dai Testimoni che li hanno preceduti: devono essere altresì molto curiosi e pignoli, poiché devono "per lavoro" fare domande su qualunque argomento a tutti, allo scopo di ricordare il maggior numero di fatti possibili.
Hugh Hoyland, il protagonista, è un giovane intelligente e dall'insaziabile curiosità, avviato alle alte gerarchie religioso-scientifiche della nave. Una volta divenuto scienziato, si unisce al gruppo dei giovani che, a differenza degli scienziati anziani, non credono nella religione, ritenendola una congèrie di fandonie educative per tenere a bada l'equipaggio e da rispettare solo perché utile nella pratica. Il gruppo dei giovani, la cui filosofia è improntata su uno spietato razionalismo che rifiuta ogni interpretazione mistica della nave e del viaggio, ambisce a prendere il controllo della nave ed a cambiare la politica nei confronti dei mutanti, estendendo il dominio del regolamento anche nelle loro zone. Né le interpretazioni mistiche degli scienziati anziani, né l'eccessivo pragmatismo di quelli giovani, comprendono la situazione effettiva.
La svolta inizia quando Hoyland viene rapito dai mutanti e conosce Joe-Jim Gregory, bicefalo a capo del più importante e consistente gruppo di mutanti, le cui "due teste sagge" come molti lo chiamano in virtù della sua (anzi, della loro) intelligenza e cultura che lo (li) distingue dal resto dei mutanti, spesso piuttosto brutali, hanno compreso la verità: la nave non è l'universo, ma un immenso veicolo che trasporta una umanità ignara verso un altro sistema stellare. Dall'incontro dei due nascerà un sodalizio che attraverso ricerche, scoperte, battaglie, intrighi, accordi politici ed un tentativo di rivoluzione culturale, porterà un piccolo gruppo di passeggeri, capeggiati da Hoyland, a sbarcare su un pianeta (o meglio su un satellite abitabile di un gigante gassoso) del sistema di Proxima Centauri.

## Opere derivate
Un adattamento di Universe è stato trasmesso nei programmi radiofonici della NBC Dimension X il 26 novembre 1951 e X Minus One il 15 maggio 1955.
Questa versione presenta diversi cambiamenti drastici della storia, soprattutto nel finale dove Hugh viene ucciso dopo aver mostrato all'equipaggio della Vanguard la vera natura della nave.